# Теруань де Мерикур

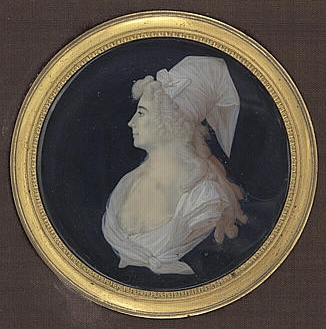
Теруань де Мерикур. Миниатюра на слоновой кости. Франсуа Ипполит Дебюиссон.

(Анна-Жозефа) Теруань де Мерикур (фр. Anne-Josèphe Théroigne de Méricourt — имя, изобретённое прессой по названию её родной деревни Маркур), настоящее имя — Анна-Жозефа Тервань (фр. Anne-Josèphe Theroigne; 13 августа 1762, Маркур, бывшее Льежское епископство (ныне Бельгия) — 8 июня 1817, Париж) — общественная деятельница Франции эпохи Французской революции, участница взятии Бастилии, одна из вдохновительниц и предводительница «похода женщин за хлебом» на Версаль 5 октября 1789 года.

## Биография
Родилась в бедной крестьянской семье валлонского происхождения. В возрасте 5 лет лишилась матери и воспитывалась сначала родственницами, затем в монастыре. В возрасте 12 лет вернулась в семью отца, который к тому времени вступил в новый брак, и в следующем году, поссорившись со своей мачехой, бежала из семьи и стала прислужницей в доме зажиточного крестьянина в Сунье-Ремушан. В возрасте 17 лет её заметила англичанка по фамилии Кольберт, спутницей которой она стала.
Пожив в Париже и Лондоне, где была певицей, а также в Италии, она узнала о созыве во Франции Генеральных штатов и уехала на родину.
Вернувшись во Францию, участвовала в революционных событиях, в том числе во взятии Бастилии. 5 октября 1789 года, вооружённая саблей и пистолетом, она возглавила процессию в Версаль с требованиями к королю.
Теруань создала салон «Клуб друзей закона» при известном политическом клубе кордельеров. Ввиду того, что Теруань не одобряла революционные зверства, она в конце 1790 года вернулась в родные места и поселилась в городе Льеж, где в ночь с 15 на 16 февраля 1791 года её арестовали австрийские агенты. Теруань обвинили в попытке убийства Марии-Антуанетты и поместили в крепость Куфштайн в Тироле под именем Мадам Теобальд. По личному решению императора Леопольда II её освободили в конце 1791 года, и она вернулась в Париж. В Париже повела активную политическую деятельность, выступая за расширение прав женщин.
10 августа 1792 года Теруань, возглавлявшая толпу женщин, столкнулась с памфлетистом Франсуа-Луи Сюло, который в своих статьях часто обзывал её падшей женщиной. Она нанесла ему пощёчину, после чего толпа линчевала Сюло.
Весной 1793 года выступала в поддержку жирондистов, которых в то время стали преследовать якобинцы. 13 мая 1793 года её окружила толпа якобински настроенных женщин, которые раздели её донага и жестоко выпороли; лишь вмешательство Марата остановило экзекуцию. Здоровье её было непоправимо подорвано; сразу же после этого её отправили в психиатрическую лечебницу, где она находилась до своей смерти в 1817 году.

## В культуре
Теруань де Мерикур стала персонажем романа Хилари Мэнтел «Сердце бури» (1992).

## Сочинения
- http://vive-liberta.narod.ru/revol_fem/annater_1.htm (недоступная+ссылка) Об энергии, которую должны проявить женщины. Речь 25 марта 1792 г.
- Aux 48 sections (179[2]) Texte en ligne